# Mistrovství Evropy v judu 1991
Mistrovství Evropy se konalo v Praze, Československo, ve dnech 16.-19. května 1991

## Výsledky

### Muži
| Kategorie | Zlato                    | Stříbro                   | Bronz                     | Bronz                      |
| --------- | ------------------------ | ------------------------- | ------------------------- | -------------------------- |
| -60 kg    | Philippe Pradayrol (FRA) | Piotr Kamrowski (POL)     | József Wagner (HUN)       | Marino Cattedra (ITA)      |
| -65 kg    | Eric Born (SUI)          | József Csák (HUN)         | Martin Schmidt (GER)      | Ian Freeman (GBR)          |
| -71 kg    | Stefan Dott (GER)        | Josef Věnsek (TCH)CZE     | Christophe Gagliano (FRA) | Magomedbek Alijev (URS)RUS |
| -78 kg    | Anthonie Wurth (NED)     | Johan Laats (BEL)         | Krzysztof Kamiński (POL)  | Bašir Varajev (URS)RUS     |
| -86 kg    | Axel Lobenstein (GER)    | Giorgio Vismara (ITA)     | Adrian Croitoru (ROU)     | León Villar (ESP)          |
| -95 kg    | Theo Meijer (NED)        | Givi Gaurgašvili (URS)RUS | Stéphane Traineau (FRA)   | Detlef Knorrek (GER)       |
| +95 kg    | Henry Stöhr (GER)        | Sergej Kosorotov (URS)RUS | David Douillet (FRA)      | Rafał Kubacki (POL)        |

### Ženy
| Kategorie | Zlato                        | Stříbro                     | Bronz                          | Bronz                      |
| --------- | ---------------------------- | --------------------------- | ------------------------------ | -------------------------- |
| -48 kg    | Cécile Nowaková (FRA)        | Karen Briggsová (GBR)       | Yolanda Solerová (ESP)         | Giovanna Tortoraová (ITA)  |
| -52 kg    | Jessica Galová (NED)         | Loretta Doyleová (GBR)      | Fabienne Boffinová (FRA)       | Alessandra Giungiová (ITA) |
| -56 kg    | Miriam Blascová (ESP)        | Gooitske Marsmanová (NED)   | Catherine Arnaudová (FRA)      | Gudrun Hauschová (GER)     |
| -61 kg    | Zsuzsa Nagyová (HUN)         | Frauke Eickhoffová (GER)    | Ja'el Aradová (ISR)            | Susanne Profanterová (AUT) |
| -66 kg    | Isabelle Beauruelleová (FRA) | Kate Howeyová (GBR)         | Emanuela Pierantozziová (ITA)  | Chantal Hanová (NED)       |
| -72 kg    | Laëtitia Meignanová (FRA)    | Elisabeth Karlssonová (SWE) | Marion van Dorssenová (NED)    | Ulla Werbroucková (BEL)    |
| +72 kg    | Beata Maksymowová (POL)      | Claudia Weberová (GER)      | Svetlana Gundarenková (URS)RUS | Angelique Serieseová (NED) |